# لوهانسک لوکوموتیو
لوهانسک لوکوموتیو (به اوکراینی: Луганськтепловоз) یک شرکت سازنده لوکوموتیو در کشور اوکراین است.
این شرکت که در شهر لوهانسک قرار دارد در سال ۱۸۹۶ تأسیس شده و دارای ۷۰۰۰ نفر پرسنل می‌باشد.